# Thollon-les-Mémises
Thollon-les-Mémises település Franciaországban, Haute-Savoie megyében. Lakosainak száma 808 fő (2022. január 1.). Thollon-les-Mémises Meillerie, Bernex, Lugrin, Novel és Saint-Gingolph községekkel határos.

## Népesség
A település népessége az elmúlt években az alábbi módon változott:
| Lakosok száma | 728  | 760  | 797  | 793  | 812  | 831  | 825  | 817  | 808  |
|               | 2013 | 2015 | 2016 | 2017 | 2018 | 2019 | 2020 | 2021 | 2022 |